# Pierre Camara
Pour les articles homonymes, voir Camara.
Pierre Camara (né le 10 septembre 1965 à Castres) est un athlète français, spécialiste du triple saut.
Il est sacré champion du monde en salle du triple saut en 1993 à Toronto en établissant un record de France en salle qu'il détient jusqu'en 2010.

## Biographie
Huitième des championnats d'Europe en salle 1985 et septième des championnats d'Europe en salle 1989, il remporte la médaille d'argent aux Jeux de la Francophonie de 1989. Il participe aux Jeux olympiques de 1992 à Barcelone où il se classe 11e de la finale.
Le 13 mars 1993, lors des championnats du monde d'athlétisme en salle de Toronto, Pierre Camara devient champion du monde en réalisant un nouveau record de France en salle à son sixième et dernier essai avec 17,59 m, améliorant de 41 cm le record de Serge Hélan établi en 1992. Il devance sur le podium le Letton Māris Bružiks et le Bermudien Brian Wellman. Cette même année, il remporte la Coupe d'Europe des nations à Rome, se classe 5e des championnats du monde en plein air à Stuttgart, et s'adjuge la médaille d'or des Jeux méditerranéens à Narbonne.
Il remporte cinq titres de champion de France du triple saut : quatre en plein air en 1988, 1990, 1992 et 1993, et un en salle en 1985.

## Palmarès

### International
| Date | Compétition                    | Lieu       | Résultat | Épreuve     | Marque  |
| ---- | ------------------------------ | ---------- | -------- | ----------- | ------- |
| 1985 | Championnats d'Europe en salle | Le Pirée   | 8e       | Triple saut | 16,07 m |
| 1989 | Championnats d'Europe en salle | La Haye    | 7e       | Triple saut | 16,52 m |
| 1989 | Jeux de la Francophonie        | Casablanca | 2e       | Triple saut | 16,87 m |
| 1992 | Jeux olympiques                | Barcelone  | 11e      | Triple saut | 16,52 m |
| 1993 | Championnats du monde en salle | Toronto    | 1er      | Triple saut | 17,59 m |
| 1993 | Coupe d'Europe des nations     | Rome       | 1er      | Triple saut | 17,46 m |
| 1993 | Championnats du monde          | Stuttgart  | 5e       | Triple saut | 17,28 m |
| 1993 | Jeux méditerranéens            | Narbonne   | 1er      | Triple saut | 17,03 m |

### National
- Championnats de France d'athlétisme :
  - vainqueur du triple saut en 1988, 1990, 1992 et 1993
- Championnats de France d'athlétisme en salle :
  - vainqueur du triple saut en 1985

## Records
| Épreuve     | Épreuve   | Marque  | Lieu      | Date          |
| ----------- | --------- | ------- | --------- | ------------- |
| Triple saut | Plein air | 17,34 m | Barcelone | 1er août 1992 |
| Triple saut | Salle     | 17,59 m | Toronto   | 13 mars 1993  |

- Record de France en salle du triple saut de 1993 à 2010 avec 17,59 m
- Record de France junior du triple saut en 1984, avec 16,40 m.
- Record de France espoirs du triple saut avec 16,52 m.